# Rutilio Tauro Emiliano Palladio
Rutilio Tauro Emiliano Palladio (in latino Rutilius Taurus Aemilianus Palladius; fl. IV secolo) è stato uno scrittore romano, autore di opere di agricoltura in lingua latina e ricco proprietario terriero (con terre in Italia e in Sardegna).
Palladio è l'ultimo autore di agronomia dell'antichità classica. Dopo di lui si verificò un vuoto almeno di otto secoli, fino a Pietro de' Crescenzi.

## Biografia
Secondo i manoscritti Rutilio Tauro Emiliano Palladio fu vir illustris e quindi appartenne all'aristocrazia imperiale.
Aveva delle proprietà terriere nei pressi di Roma e nella zona di Neapolis in Sardegna. Descrive anche una macchina mietitrice in uso in Gallia.

## Opera
Palladio compose un trattato in lingua latina, l'Opus agriculturae o De re rustica, in quindici libri, in cui espresse tutta la sua pratica nel lavoro dei campi.
Il libro I ha carattere introduttivo; dodici libri che seguono riproducono una sorta di calendario rurale (uno per ogni mese); il libro XIV è invece dedicato alla veterinaria (ed è stato scoperto nel Novecento), mentre il XV contiene un poemetto sull'innesto delle piante.
L'opera di Vindonio Anatolio fu una delle fonti dell'Opus. Segue anche Columella, Gargilio Marziale, l'epitome di Marco Cezio Faventino dell'opera di Vitruvio
L'organizzazione della materia sotto forma calendario (e quindi con finalità pratiche che non superano l'orizzonte della quotidianità) è forse l'aspetto più originale e interessante dell'opera di Palladio: ben documenta il ripiegamento del sistema agricolo verso forme non più orientate al mercato e allo scambio tipico della tarda antichità.
Di un notevole interesse è anche la sua lingua latina, ricca di tecnicismi rurali e di volgarismi, ma con largo uso di fonti di poesia e di prosa latine e greche.
Fu apprezzata da Cassiodoro e utilizzata da Isidoro di Siviglia.

## Edizioni
Specialmente nel Cinquecento furono pubblicate numerose edizioni, molto apprezzate dai bibliofili, in genere insieme ad opere di Catone, Varrone, Columella.
- Palladio Rutilio Tauro Emiliano, Opus agriculturae, premessa, introduzione, traduzione e note a cura di E. Di Lorenzo, B. Pellegrino, S. Lanzaro, Salerno, 2006.
- Palladio Rutilio Tauro Emiliano, De veterinaria medicina, introduzione, traduzione e note a cura di B. Pellegrino, Salerno, 2006.